# 20372 Juliafanning
20372 Juliafanning è un asteroide della fascia principale. Scoperto nel 1998, presenta un'orbita caratterizzata da un semiasse maggiore pari a 2,2962701 UA e da un'eccentricità di 0,1462443, inclinata di 0,75663° rispetto all'eclittica.